# Holger Rosman
Holger Rosman, född 1 februari 1871 i Visby domkyrkoförsamling, Gotlands län, död 19 augusti 1937 i Engelbrekts församling, Stockholms län, var historieforskare.

## Utbildning
Rosman avlade 1889 mogenhetsexamen i Visby och blev 1897 filosofie doktor i Uppsala

## Karriär
Rosman var sedan anställd i Riksarkivet och Kommerskollegium 1897-1907. Han var 1907-1910 sekreterare vid Handelskammaren i Gävle 1910-1928 sekreterare vid Stockholms handelskammare och i Handelshögskolans i Stockholm direktion, från 1928 till 1936 verkställande direktör vid Stockholms handelskammare.
Därjämte hade Rosman haft en mängd arkivaliska och statistiska uppdrag; bl.a. deltog han 1898-1905 vid ordnandet av Kammararkivet, var sekreterare i Personhistoriska Samfundet 1903-1907 och tillika redaktör för dess tidskrift (Personhistorisk tidskrift) samt upprättade 1904 Svenska arkivbyrån för genealogiska, historiska och rättsliga undersökningar. 
I arbetet för de svenska handelskamrarnas organisation deltog Rosman verksamt och han var sekreterare i handelskamrarnas sammanslutning. 

## Böcker av Holger Rosman
- Rasmus Ludvigsson som genealog (1897)
- Vifsta varf 1798-1898 (1899),
- Statistisk utredning rörande Sveriges sjöfart och utrikeshandel 1875-98 (1900)
- Kungliga bref och förordningar rörande svenska köpingar (1904),
- Näringslif i Uppland (1906)
- Svenska handelns och industriens utveckling under de sista årtiondena (1909)
- Sveriges allmänna handelsförening 1884-1910 (1910)
- Gefle köpmannaförening 1885-1910 (s. å.)
- Christopher Polhem (1911)
- Polhems släkt och dess minnen på Gotland (s.å.)
- Kommerskollegiets uppkomst och utveckling (1913)
- Handelskammarinstitutionen och dess betydelse för svenska förhållanden (s. å.).
- Bjärka-Säby och dess ägare. Biografiska skildringar kring en gårds historia (I, 1923, II, 1924,  omfattande tiden t. o. m. 1766)
- Handelskammarhuset, en översikt av dess historia tillägnad bankdirektören herr K.A. Wallenberg på hans åttioårsdag den 19 maj 1933 av Stockholms handelskammare, Centraltryckeriet, Stockholm (1933)
- Släkten Arfwedson. Bilder ur Stockholms handelshistoria under tre århundraden  (1945; senare delen utarbetad av docenten fil.dr Arne Munthe)